# Unión Estepona Club de Fútbol
La Unión Estepona Club de Fútbol è stata una società calcistica con sede a Estepona, nella Andalusia, in Spagna.
Dissolta nel 2014, venne in seguito rifondata con il nome di Club Deportivo Estepona.

## Tornei nazionali
- 1ª División: 0 stagioni
- 2ª División: 0 stagioni
- 2ª División B: 2 stagioni
- 3ª División: 4 stagioni

## Stagioni
| Stagione    | Categoria      | Posizione |
| ----------- | -------------- | --------- |
| dal 1995-96 | Cat. Regionali | —         |
| al 2007-08  | Cat. Regionali | 1°        |
| 2008/09     | 3ª             | 1°        |
| 2009/10     | 2ªB            | 9°        |
| 2010/11     | 2ªB            | 18°       |
| 2011/12     | 3ª             | 2°        |
| 2012/13     | 3ª             | 15°       |
| 2013/14     | 3ª             | Ritirata  |